# The Ramblers
Pour le groupe chilien, voir Los Ramblers.
The Ramblers est un groupe portugais de blues rock, originaire de Lisbonne. Sur la route depuis 12 ans, ouvrant les concerts de B. B. King (Rock 'n' Roll Hall of Fame), Ian Siegal (UK Blues Hall of Famer), Carvin Jones (Guitarrist Magazine 50 Greatest Blues Guitarrists of All-Time), Paulo Gonzo, (le pionnier du blues au Portugal avec le groupe Go graal blues) ou Blasted Mechanism (« meilleur groupe portugais » aux MTV Europe Music Awards), ne sont que quelques-unes des scènes sur lesquelles le groupe portugais est passé. En Espagne, ils sont déjà passés par des festivals tels que SubeRock ou Cáceres Internacional Blues Festival,.

## Histoire
En 2018, ils remportent la compétition des groupes ibériques au SubeRock Festival, qui se tient en Estrémadure, en Espagne - parmi 140 groupes du Portugal et d'Espagne, ils sont sélectionnés pour la finale live du Top 3 du festival, qu'ils finissent par remporter. Ils sont également choisis par le magazine français Autrement Blues - Blues & Co et l'ambassadeur grec du Blues Hall Of Fame Michael Limnios comme l'un des groupes représentatifs de la « scène » blues dans la péninsule Ibérique.
Leur EP Yer Vinyl (Mobydick Records, 2012) donne lieu à une tournée nationale entre 2012 et 2013 avec plus de 40 dates, passant par 16 villes différentes et dans toutes sortes de scènes et de formats : festivals, clubs, bars, salles de spectacle ou théâtres.
Wet Floor (Music In My Soul, 2015) est le premier album du groupe et est produit par Uriel Pereira (ex-Go Graal Blues Band - groupe mythique de blues portugais des années 1970) et est masterisé par Filipe Feio (de l'Estúdio Vale de Lobos). 2018 marque également la sortie de leur quatrième album studio - Corcel Kennedy - en édition d'auteur. La distribution numérique est laissée à la charge de la plateforme espagnole EMU Bands, du fait de la présence des Ramblers comme seul groupe portugais dans le Top 3 final du concours ibérique du SubeRock Festival 2018 en Espagne. Corcel Kennedy est enregistré pendant la mini-tournée ibérique des Lisboètes en format live, sans filtres, overdubs ou montages aux studios Lemon Drops Media.